# Ryne Sandberg
Ryne Dee Sandberg, soprannominato "Ryno" (Spokane, 18 settembre 1959 – Lake Bluff, 28 luglio 2025), è stato un giocatore di baseball e allenatore di baseball statunitense che ha giocato nel ruolo di seconda base nella Major League Baseball (MLB). È stato introdotto nella National Baseball Hall of Fame nel 2005.

## Carriera
Ryne iniziò la carriera nella MLB giocando come interbase per i Philadelphia Phillies nel 1981, prima di essere scambiato dopo una sola stagione con i Chicago Cubs. Dopo avere acquisito il veterano Ron Cey dopo la stagione 1982, il club spostò Sandberg nel ruolo di seconda base, dove divenne una stella. Dopo avere vinto il Guanto d'oro nella prima stagione nel nuovo ruolo, nel 1984 ebbe una media battuta di .314, con 200 valide, 114 punti, 36 doppi, 19 tripli, 19 fuoricampo e 84 punti battuti a casa (RBI). Guidò i Cubs al titolo della Eastern Division (il primo titolo di qualsiasi genere per la squadra dal 1945), venendo premiato come MVP della National League, il primo giocatore dei Cubs ad aggiudicarselo dai due consecutivi di Ernie Banks nel 1958 e 1959.
Nel 1990, Sandberg guidò la National League in fuoricampo, fatto raro per una seconda base, con 40, divenendo il terzo seconda base della storia a toccare tale cifra: prima di lui vi erano riusciti solo Rogers Hornsby e Davey Johnson con 42. Sandberg giocò anche l'allora record MLB di 123 gare consecutive in seconda base senza un errore. Sempre nel 1990, nello stadio casalingo di Wrigley Field, Sandberg vinse l'Home Run Derby. Nel 1991 vinse il nono Guanto d'oro consecutivo, un record per una seconda base in seguito superato da Roberto Alomar. Dopo la stagione 1994 si ritirò una prima volta, salvo fare ritorno ai Cubs nel 1997, disputando le ultime due stagioni. I suoi 277 fuoricampo come seconda base rimasero un record assoluto finché non furono superati da Jeff Kent nel 2004. Dal 2013 al 2015 fu il manager dei Phillies.

## Palmarès
- MVP della National League: 1

1984
- MLB All-Star: 10

1984-1993
- Guanti d'oro: 9

1983–1991
- Silver Slugger Award: 7

1984, 1985, 1988–1992
- Leader della National League in fuoricampo: 1

1990
- Numero 23 ritirato dai Chicago Cubs